# Catharopeza bishopi
La parula fischiatrice (Catharopeza bishopi Lawrence, 1878) è una specie di uccello passeriforme della famiglia dei Parulidi endemica dell'isola di Saint Vincent, nelle Piccole Antille. È l'unica specie del genere Catharopeza P. L. Sclater, 1880.

## Descrizione
La parula fischiatrice misura circa 14,5 cm di lunghezza. Gli adulti hanno il piumaggio delle regioni superiori e della gola di colore nerastro, e presentano inoltre una fascia nerastra che attraversa il petto, lasciando una mezza luna bianca nella parte superiore del petto. I fianchi sono grigiastri e il resto delle regioni inferiori è biancastro. Possiedono anche un ampio anello oculare bianco e una piccola macchia biancastra sulle redini. Bianche sono anche le punte delle penne laterali della coda. Gli esemplari immaturi hanno un aspetto simile, ma in essi la colorazione assume toni più marroncini.

## Distribuzione e habitat
La specie è endemica dell'isola di Saint Vincent, nelle Piccole Antille.
Popola il sottobosco della foresta pluviale e i palmizi.